# Wege zur Raumschiffahrt

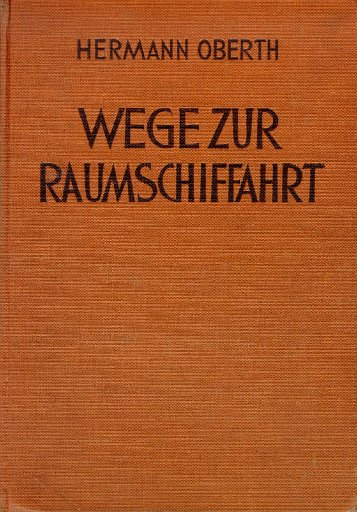
Einband von Wege zur Raumschiffahrt (1929)

Wege zur Raumschiffahrt von Hermann Oberth wurde 1929 im Münchener Oldenbourg-Verlag veröffentlicht und galt lange Zeit als Standardwerk der Raketentechnik. Es war – mit neuem Titel und völlig überarbeitet – die 3. Auflage von Oberths erstem Buch Die Rakete zu den Planetenräumen (1923).
Oberth setzt in diesem Werk „den seit Jahrhunderten von der Menschheit gehegten Traum der Weltraumreisen in die Sprache der Formeln und Konstruktionsentwürfen um“. Auch nach der Einführung leistungsfähiger elektronischer Rechenmaschinen, die zahlenmäßig genauere Resultate liefern, wurde das Werk und seine Formeln in Forschung, Entwicklung und Lehre der Raumfahrttechnik herangezogen, weil man „aus den Formeln herauslesen kann, worauf es in Wirklichkeit ankommt, wie die Dinge zusammenhängen und wie man zwischen dem allen den besten Mittelweg finden kann“.

## Inhalt
Das Werk gliedert sich in vier Teile:
Der erste Teil behandelt in allgemeiner Form die Prinzipien des Rückstoßantriebs und seiner Arbeitsweise im Weltraum. Sein Ausgangspunkt sind vier Annahmen, die seinerzeit nicht verifizierbar und deswegen umstritten waren:
1. Der Bau von Maschinen ist möglich, die höher steigen können, als die Atmosphäre reicht.
2. Bei weiterer Vervollkommnung vermögen diese Maschinen derartige Geschwindigkeiten zu erreichen, dass sie – im Ätherraum[5] sich selbst überlassen – nicht auf die Erdoberfläche zurückfallen müssen und sogar imstande sind, den Anziehungsbereich der Erde zu verlassen.
3. Derartige Maschinen können so gebaut werden, dass Menschen  (wahrscheinlich ohne gesundheitlichen Nachteil) mit empor fahren können.
4. Unter den derzeitigen Bedingungen wird sich der Bau solcher Maschinen lohnen.

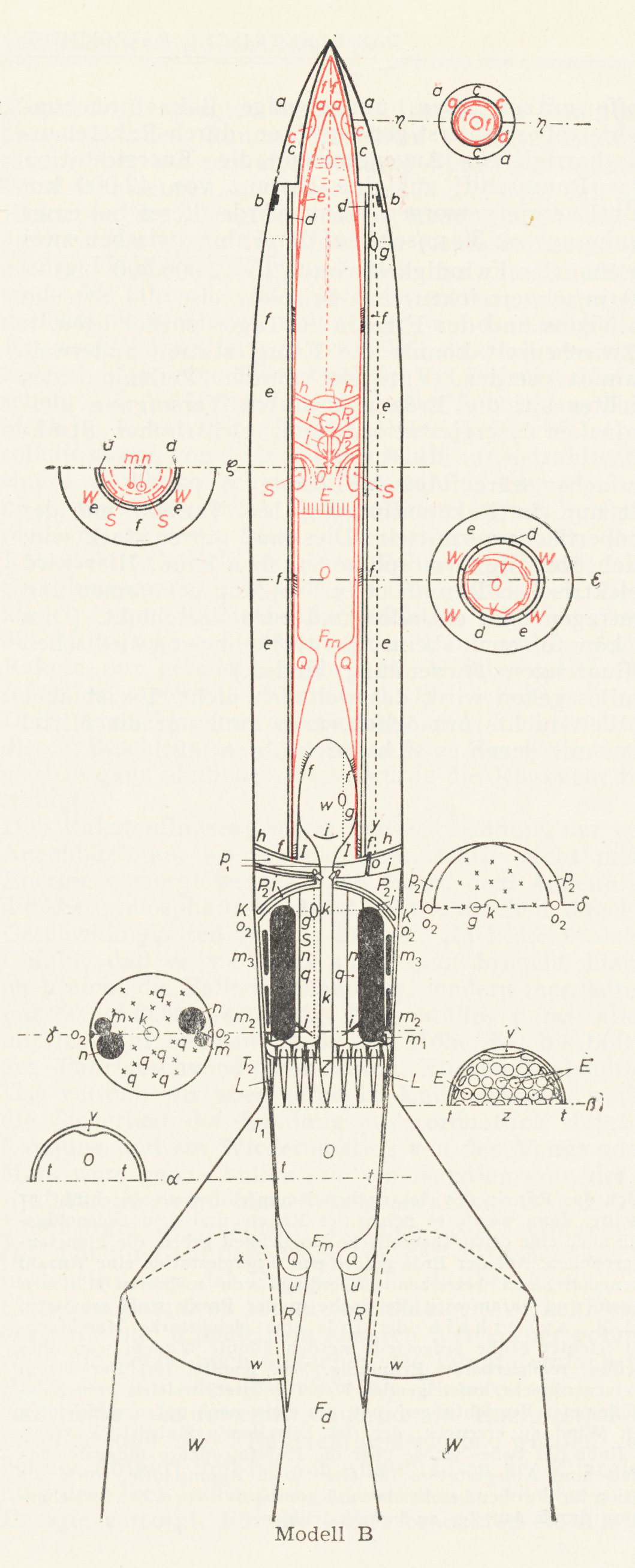
Entwurf einer zweistufigen Flüssigkeitsrakete

Im zweiten Teil (Physikalisch-technische Fragen) und dritten Teil (Konstruktive Fragen) beschreibt Oberth ausführlich seine Prinzipien des Raketenantriebs mit flüssigen Brennstoffen. Die mathematischen Ableitungen und Formeln hat er oft wesentlich vereinfacht, in dem er für gewisse Größen Näherungswerte einsetzte, die mathematisch leicht zu behandeln waren. Wo die Werte für die Formelgrößen noch unsicher waren, rechnete Oberth stets unter ungünstigen Annahmen, um sicher zu sein, dass seine Raketen die geforderten Leistungen vollbringen können. Über den Entwurf einer 100 Tonnen schweren Raumrakete gelangt Oberth als erster zur Dreistufenrakete und errechnet das optimale Verhältnis zwischen den verschiedenen Stufen.
Im vierten Teil erörtert er die Verwendungsmöglichkeiten seiner Raketen, und zwar zunächst die Verwendung der Raketendüse (für flüssige Brennstoffe) auf der Erde und im Raketenflugzeug. Danach berechnet  und beschreibt er Raketen, die nicht nur aufsteigen, sondern danach – dem späteren Space Shuttle ähnlich – auch zur Erde zurückkehren können. Es folgen Berechnungen und Entwürfe für Weltraumstationen. Auch konzipiert er zahlreiche technische Nutzungsmöglichkeiten der Stationen, die später Wirklichkeit werden sollten. Hier die wichtigsten: Die globale Kommunikation mittels Satelliten, die Signale empfangen und senden, die Beobachtung der Erdoberfläche, insbesondere die der unerforschten Länder, die Unterstützung maritimer Navigation (durch Warnung vor Eisbergen), die Beobachtung von meteorologischen  Daten zur Wettervorhersage, die Raumstation als Zwischenstation und Brennstoffdepot für Transporte zu anderen Planeten, und Sonnensegel zur Stabilisierung und Antrieb von Satelliten. In seiner Vorausschau entwickelt er auch Konzepte zur Energiegewinnung im Weltraum zur Nutzung auf der Erde mittels Spiegel oder elektrischen Wellen (Mikrowellen). Dieses Konzept wurde in den USA ab 1968 in Durchführbarkeitsstudien unter dem Namen Solar Power Satellite (SPS) wieder aufgegriffen und wird seitdem als im Grundsatz technisch durchführbar angesehen.
Zum Schluss diskutiert Hermann Oberth in seinem Buch die Anforderungen und technischen Möglichkeiten für Reisen auf fremde Weltkörper (Mond, Asteroiden, Mars, Venus usw.), mit Betonung der Nutzung eines elektrischen Raumschiffs. Die hier anzuwendende Technologie ist heute  unter der Bezeichnung Ionenantrieb bekannt und erprobt.

## Ausgaben
Die erste Ausgabe erschien 1923 mit dem Titel Die Rakete zu den Planetenräumen. Das Werk löste heftige Diskussionen aus, damals als Schlacht der vielen Formeln bekannt.
1925 erschien die zweite Auflage, die schon nach kurzer Zeit ausverkauft war.
Die dritte erweiterte Auflage erschien 1929 mit dem neuen Titel Wege zur Raumschiffahrt. Das Buch wurde in den folgenden Jahren zum Standardwerk der Weltraumforschung und Raketentechnik.
1960 wurde das Buch unter dem Originaltitel Die Rakete zu den Planetenräumen neu aufgelegt.
1974 erschien im Kriterion Verlag, Bukarest die Neuausgabe von Wege zur Raumschifffahrt mit einem Vorwort von Elie Carafoli und aktualisierten Anmerkungen des Autors.

## Wertschätzung
1929 wird erstmals der Prix international d'astronautique (REP-Hirsch-Preis) in Paris vergeben und zwar an Hermann Oberth. Das Buch wurde in den folgenden Jahren zum Standardwerk der Weltraumforschung und Raketentechnik und wurde von dem französischen Luftfahrt- und Raketenpionier Robert Esnault-Pelterie „Bibel der wissenschaftlichen Astronautik“ genannt.(s.S. 117) Der einstige Schüler von Oberth, Wernher von Braun, schrieb 1964 ins Vorwort der 4. Auflage von „Die Rakete zu den Planetenräumen“: „Hermann Oberth war der erste, der in Verbindung mit dem Gedanken einer wirklichen Weltraumfahrt zum Rechenschieber griff und zahlenmäßig durchgearbeitete Konzepte und Konstruktionsentwürfe vorlegte. … Hermann Oberth löste nicht nur die theoretischen Probleme der Raketenkunde und entwarf die notwendige Technik, damit Menschen in den Weltraum vordringen, dort leben und arbeiten können. Er war auch entschlossen, all diese Möglichkeiten Wirklichkeit werden zu lassen. Daher ist er fraglos der Vater der Raumfahrt.“(Seite 17–18)